# Església parroquial del Salvador (Requena)
El Salvador és l'església parroquial de Requena i està declarada bé d'interès cultural, amb declaració singular, com a monument, amb anotació ministerial: R-I-51-0000979, estant publicada tal declaració al BOE amb data 4 de juny de 1931, segons consta en la fitxa de la Direcció General de Patrimoni Artístic de la Conselleria d'Educació, Cultura i Esport de la Generalitat Valenciana. És a la Plaça del Salvador s/n del municipi de Requena a la Plana d'Utiel, a la Província de València. Està enclavada al barri de la Vila i és l'església de major rang de les tres que hi ha en aquest barri.
L'església amb la seva torre, la capella de la Comunió i la casa del Cabildo, adossades a ella, formen un gran complex exempt que està delimitat per la plaça de la Vila i els carrers del Salvador, Santa Maria i Mendoza.

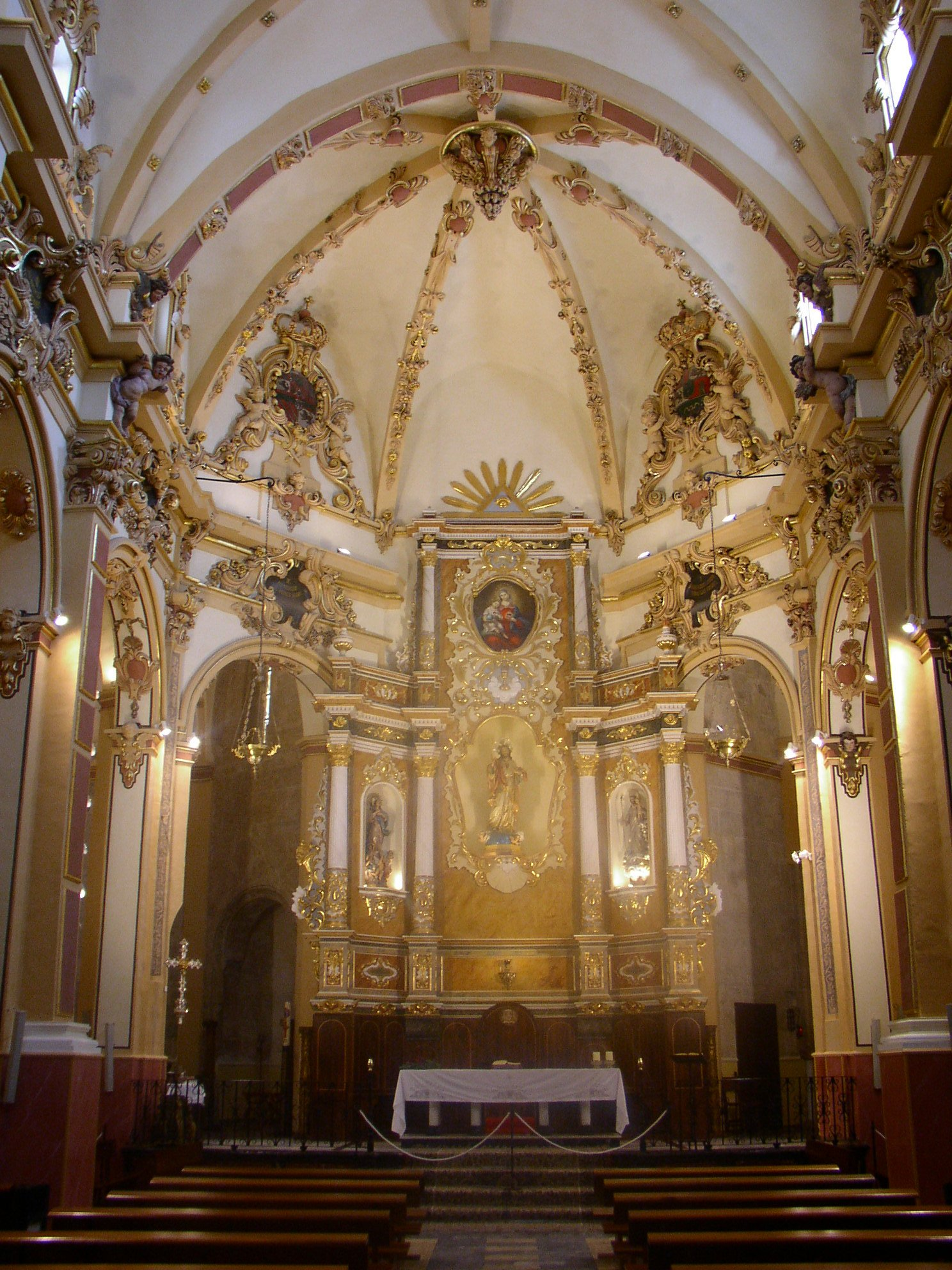
Imatge de l'Altar Major

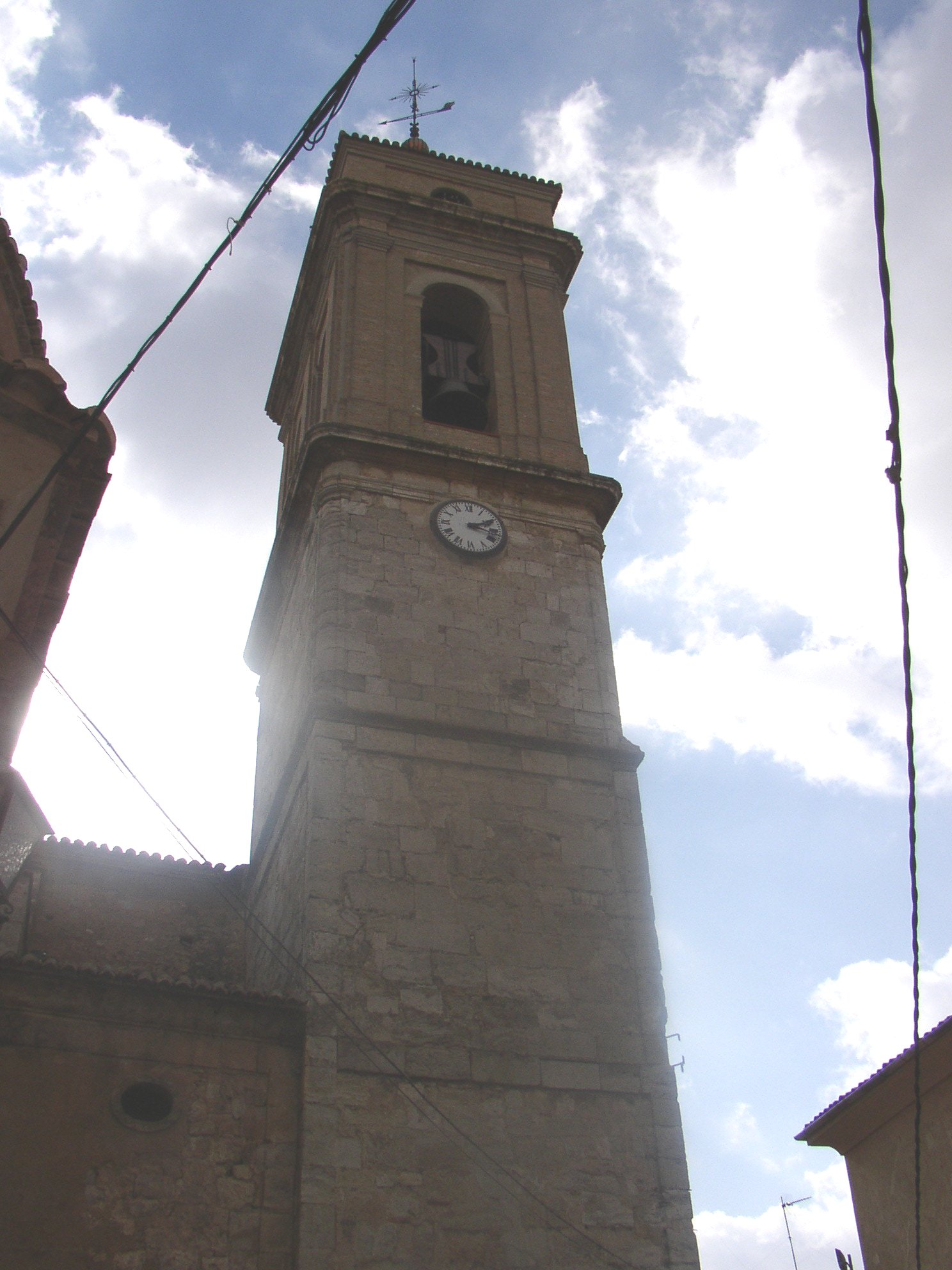
Torre campanar

L'església arxiprestal del Salvador és d'estil gòtic isabelí florit del segle xv, malgrat que va ser remodelada en estil barroc al segle xviii, moment que s'aprofita per afegir la Capella de la Comunió i reconstruir la torre campanar. Presenta de tresnaus, amb capelles adossades entre els contraforts. La porta principal, té tres arquivoltes, amb imatges de verges i àngels. Actualment és l'única església oberta al culte al barri de la Vila.
Presenta una excel·lent torre, tant per la seua altura, com per estar coberta en forma de cuculla o agulla.
En temps de la  guerra civil, a Requena es donen lloc actes de vandalisme contra edificis eclesiàstics. De fet, a la primera quinzena d'agost de 1936 van quedar arrasats tots els temples, convents, ermites i altres edificis religiosos de la localitat. Es produïren incendis d'obres d'art (llenços, escultures, arxius, orfebreria, etc.), i a conseqüència de l'abandó dels edificis, es donaren robatoris indiscriminats. De l'Església del Salvador es van salvar les imatges de la Resurrecció de Crist i la Imatge de Nostra Senyora del Pilar.
El temple es va edificar sobre el solar d'una antiga ermita dedicada a Santa Bàrbara, de reduïdes dimensions, les obres s'iniciaren en 1380, i es terminaren al voltant de 1533, començant el registre parroquial a 1531, i fou considerada en 1409 com a parròquia principal de la Vila. En 1533 una vegada acaba la façana, es comencen les obres d'edificació de la torre campanar, que duraran fins a 1580. La portada principal presenta un accés de dos arcs carpanells separats pel mainell, inserits dins de dues arquivoltes apuntades i una exterior conopial. En les bases de les arquivoltes apareixien, sota dossers, escultures dels apòstols, malgrat que moltes de les quals estan summament deteriorades i o simplement, no apareixen. Tota la façana és de fàbrica de carreu calcari disposat de forma irregular, excepte en el sòcol i a les cantonades, on els carreus de pedra estan tallats i escairats.
Presenta tres naus, la central de major amplària i altura que les laterals, que es perllonguen als costats de la capçalera, amb capelles entre contraforts. Les naus es divideixen en quatre trams i la capçalera (la qual presenta un espai poligonal de sis costats cobert amb voltes de nervadures). El primer tram està tancat als peus a les naus laterals, situant-se a la banda esquerra la torre, i presenta un sòcol de rajoles amb la representació del Salvador, els seus atributs i motius decoratius. A la part superior hi ha el cor, que és d'estil barroc.
Presenta també trams a les naus laterals, cinc en total, que estan tancats per voltes de creueria separades per arcs torals. Els absis de les dues naus laterals, tenen disposició poligonal regular de sis costats, amb voltes de quart d'esfera ramificada en forma d'estrella de mar, produint-se una reducció central dels contraforts. Sembla que té una girola, de tres trams, de reduïdes dimensions fruit de la unió dels absis laterals amb el central.
A la capçalera, formada per dues capelles de voltes de creueria sexpartides, presenta a la segona l'altar major (al qual es pot accedir mitjançant uns graons), i un espai darrere d'aquest delimitat pels dos contraforts de fons, perforats, de manera que un dona accés a la nau dreta i un altre, el qual presenta un arc de mig punt, amb brancals i impostes, dona accés a l'espai interior de darrere de l'esmentat altar major.
Als anys 1710-1712, es duu a terme, per Juan Pérez Castiel, la remodelació a l'estil barroc, afegint entre altres motius decoratius pilastres corínties esgrafiades. També al segle xviii, en concret el 1779 es va ensorrar la torre, encara que havia estat reconstruïda en 1636. Afectà la nau central i lateral esquerra i es reconstruí en 1791. La torre és al lateral esquerre de la façana principal de l'església, presenta planta rectangular amb una escala interior helicoidal que arrenca des de la primera capella lateral, i comunica successivament amb el cor, amb el passadís superior sobre la volta de la nau lateral i arriba fins al segon cos de la torre. El primer cos de la torre és de fàbrica de carreu, amb un sòcol marcat i cadena més ressaltada en els seus cantonades. El segon cos, de fàbrica de maó, amb lleus pilastres flanquejant les arestes, i una cornisa dòrica. El cos del campanar també és de maó, presentant una motllura dòrica, semblant a la que hi ha al campanar de Sant Nicolau, amb doble arcada i campanes en els costats més llargs de la planta. Després de la cornisa, la coberta té forma de cuculla, coberta de teula vidriada i una agulla de metall. Ja al segle xx, en concret a 1904, José Puertollano col·loca la bola i la creu que rematen la torre del Salvador. La capella de la Comunió, amb planta octogonal, pilastres corínties i cúpula amb llanterna, és d'estil neoclàssic. Està adossada a l'església, i a ella s'accedeix pel quart tram de l'esquerra de l'església.
En 1980 s'inicien les obres de la primera fase de restauració de l'edifici, que no es varen acabar per falta de pressupostos. Quatre anys més tard, tornen les obres de restauració amb la reparació de la torre i de tres cobertes laterals. Finalment el 1999 es realitza una restauració integral del temple, que va durar nou mesos i el 2002 tan sols es realitzen obres de condicionament de teulades i interior.